# 文来駅

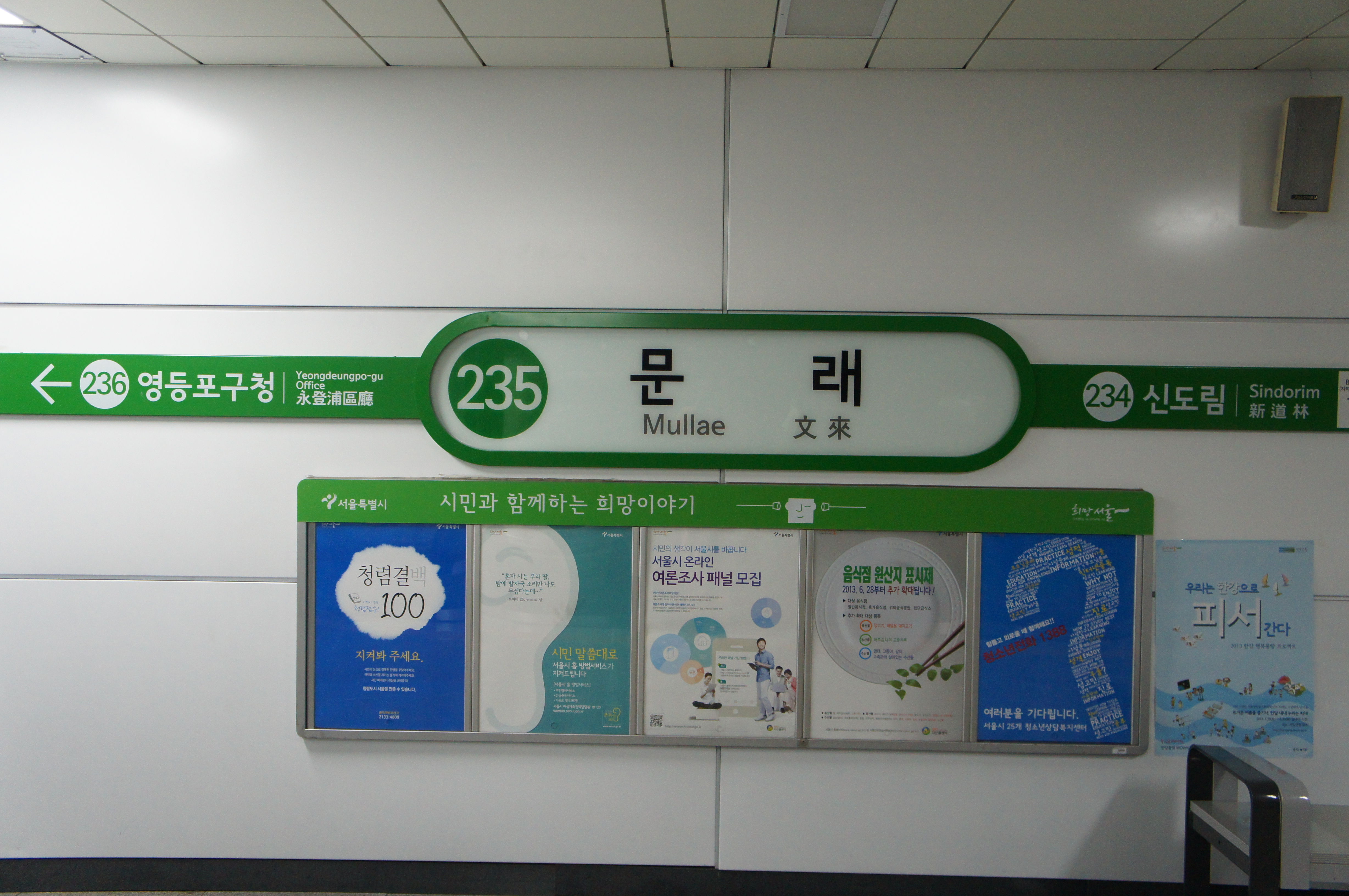
駅名標（2013年7月15日）

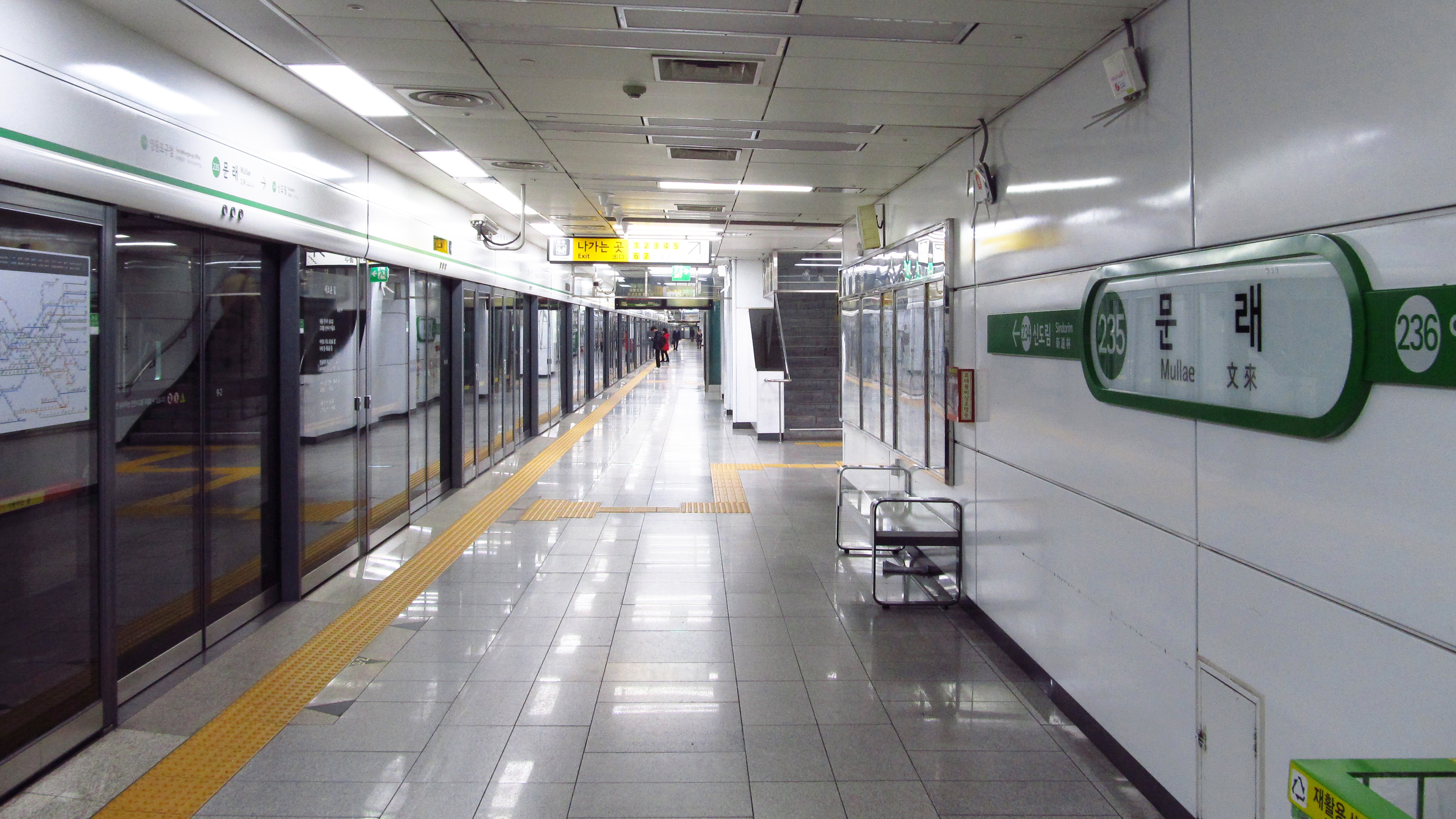
ホーム（2018年11月21日）

文来駅（ムンレえき）は、大韓民国ソウル特別市永登浦区文来洞3街にあるソウル交通公社2号線の駅。駅番号は(235)。

## 駅構造
ホーム階は地下2階で、相対式ホーム2面2線を有する。フルスクリーンタイプのホームドアが設置されている。
改札階は地下1階で、改札口は南側（新大方寄り）と北側（大林寄り）の2ヶ所ある。化粧室は北側の改札外にある。
エレベーター完備。出入口は1番から7番までの計7ヶ所ある。また、ホームプラス永登浦店と直結しており、地上に出ずに行くことが可能。

### のりば
- 案内上ののりば番号は設定されていない。

| 内回り | 2号線 | 永登浦区庁・弘大入口・新村・市庁方面 |
| 外回り | 2号線 | 新道林・大林・舎堂・教大方面         |

## 利用状況
近年の一日平均利用人員推移は下記のとおり。
| 路線  | 路線     | 2000年 | 2001年 | 2002年 | 2003年 | 2004年 | 2005年 | 2006年 | 2007年 | 2008年 | 2009年 | 出典  |
| ----- | -------- | ------ | ------ | ------ | ------ | ------ | ------ | ------ | ------ | ------ | ------ | ----- |
| 2号線 | 乗車人員 | 9,775  | 10,273 | 14,663 | 15,456 | 16,589 | 17,053 | 16,993 | 17,747 | 18,625 | 19,020 | [ 2 ] |
| 2号線 | 降車人員 | 9,834  | 10,277 | 14,603 | 15,604 | 16,636 | 17,052 | 16,855 | 17,621 | 18,588 | 19,051 | [ 2 ] |
| 2号線 | 乗降人員 | 19,610 | 20,550 | 29,266 | 31,061 | 33,225 | 34,105 | 33,848 | 35,369 | 37,213 | 38,071 | [ 2 ] |
| 路線  | 路線     | 2010年 | 2011年 | 2012年 | 2013年 | 2014年 | 2015年 |        |        |        |        | [ 2 ] |
| 2号線 | 乗車人員 | 19,036 | 19,381 | 19,195 | 19,567 | 19,351 | 19,247 |        |        |        |        | [ 2 ] |
| 2号線 | 降車人員 | 19,177 | 19,514 | 19,302 | 19,773 | 19,539 | 19,457 |        |        |        |        | [ 2 ] |
| 2号線 | 乗降人員 | 38,213 | 38,895 | 38,497 | 39,340 | 38,890 | 38,704 |        |        |        |        | [ 2 ] |

## 駅周辺
- 建陽病院
- 文来青少年会館
- 文来初等学校
- シラルラウォーターパーク&サウナ
- CGV文来
- 楊花中学校
- 永登浦・九老税務署
- 永登浦初等学校
- 永一市場
- ウリィ銀行文来駅支店
- 中央雇用情報院
- 韓国電力公社永登浦支店
- ホームプラス永登浦店
- 文来MBCゲームヒーローセンター
- 文来公園

## 歴史
- 1984年5月22日 - ソウル特別市地下鉄公社（当時）2号線の駅として開業。
- 2005年1月1日 - ソウル特別市地下鉄公社がソウルメトロに改称。

## 隣の駅
ソウル交通公社
 2号線
新道林駅 (234) - 文来駅 (235) - 永登浦区庁駅 (236)